# Lett Nemzeti Fegyveres Erők
A Lett Nemzeti Fegyveres Erők (lettül: Latvijas Nacionālie bruņotie spēki) három haderőnemből állnak: szárazföldi erők, légierő és haditengerészet. A lett védelmi rendszer részét képezi az önkéntes Területvédelmi Erők (lettül: Zemessardze), amely a Baltikumban nagy hagyományokkal rendelkező partizán-harcmodor tradícióin alapul (ld. az Erdei testvérek).
Lettország szoros katonai együttműködést tart fenn a másik két balti országgal, Észtországgal és Litvániával. A BALTBAT közös gépesített lövész zászlóalj, amely békefenntartó feladatokra is bevethető. A BALTRON a három balti ország közös haditengerészeti csoportosítása, amely a Balti-tenger térségének ellenőrzésén túl szintén békefenntartó feladatokat is elláthat. Szintén együttműködés van a légvédelem területén, a közös légvédelmi rendszer a BALTNET.
Lettország 2004. március 29-én csatlakozott a NATO-hoz, amely jelenleg az ország légterének a védelmét is biztosítja.
Katonai költségvetés 2006-ra 183,7 millió litas, amely a tervezett éves GDP-nek kb. az 1,95%-a lesz. Lettország 2008-ig a katonai költségvetést a GDP 2%-ra kívánja emelni.
A lett hadsereg jelenlegi hadkiegészítése jelenleg alapvetően a sorkötelezettségen alapul (a szolgálati idő 12 hónap), de 2006-tól már egyre nagyobb arányban szolgálnak szerződéses katonák, 2007. január 1-jétől pedig teljes mértékben megszűnik a sorkötelezettség, professzionális hadsereg lesz, míg a Zemessardze továbbra is önkéntes alapon fog működni. Lettországban a teljes mozgósítható állomány 466 659 fő. A Lett Nemzeti Fegyveres Erők teljes személyi állománya 5910 fő, a Zemessardze létszáma 11 646 fő.

## Szárazföldi erők

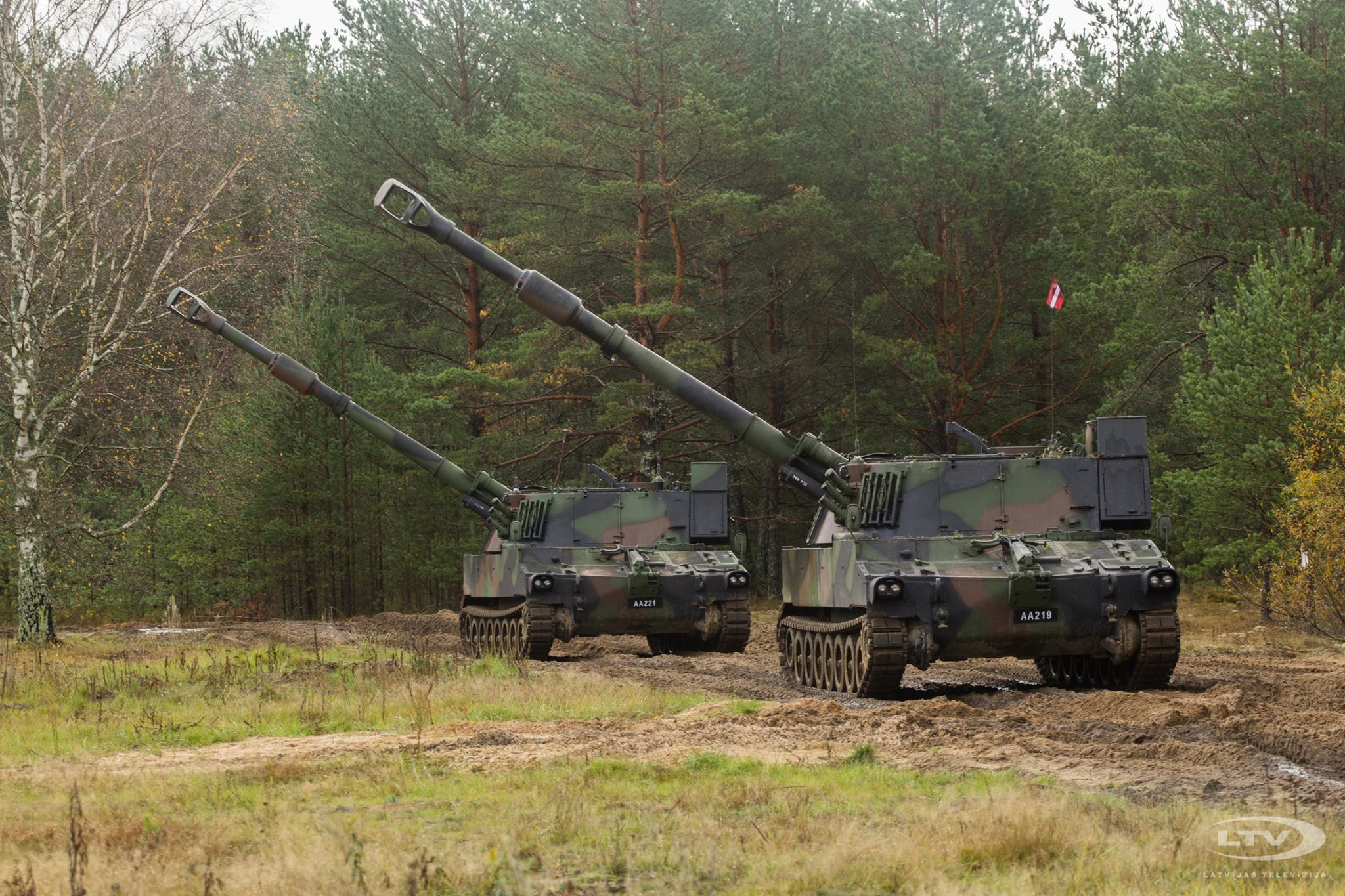
A lett szárazföldi erők M109A5Ö önjáró tarackágyúi

- 1 gépesített (gyalogos) dandár (négy zászlóaljból áll)
- 1 felderítő-zászlóalj
- 1 tüzérosztály
- néhány ellátóegység.

### Fegyverzete
- 123 db CVR(T) páncélozott harcjármű
- 47 db M109A5 önjáró tarackágyú
- 13 db Pskbil típusú páncélozott szállító jármű
- 26 db K-53, 100 mm-es vontatott löveg
- 32 db 120 mm-es tarack
- néhány kis kaliberű légvédelmi gépágyú

## Légierő

A lett légierő felségjele 1991-től

A lett légierő (Gaisa spēki) a fegyveres erők egyik haderőneme, létszáma 247 fő. Parancsnoksába Lielvārdéban található. Három további repülőtérrel rendelkezik: Rigában, Rēzeknében és Daugavpilsben. Felfegyverzett repülőeszköze nincs, repülőeszközeit kizárólag szállító repülőgépek és helikopterek alktoják. Lettország légterét a NATO repülőgépei védik. A NATO egy-egy tagállama a balti légtérben való járőrözéshez féléves váltással 2 db vadászrepülőgépet állomásoztat Litvániában. Lettország légvédelmi rendszere a balti államok BALTNET hálózatának része, amely viszont a NATO egységes légvédelmi rendszerével működik együtt. védik. Lettország 2003-ban rendelte meg 15 millió USD-ért a Lockheed-Martintól a 450 km hatósugarú TPS–117 háromdimenziós radarberendezést, amelyet a lett-orosz határ közelében, Audrini falu mellett telepítettek.
A lett légierő 3 db Mi–2 könnyű szállító helikopterrel, 4 db Mi–8 közepes szállító helikopterrel és 1 db L–410UVP szállító repülőgéppel rendelkezik.
Litvánia 2006 júniusában 3 db C–27J Spartan közepes szállító repülőgépeket rendelt (az első példány 2006 végén áll szolgálatba), amelyek igény esetén a másik két balti államnak, így Lettországnak is a rendelkezésére állnak.

## Haditengerészet

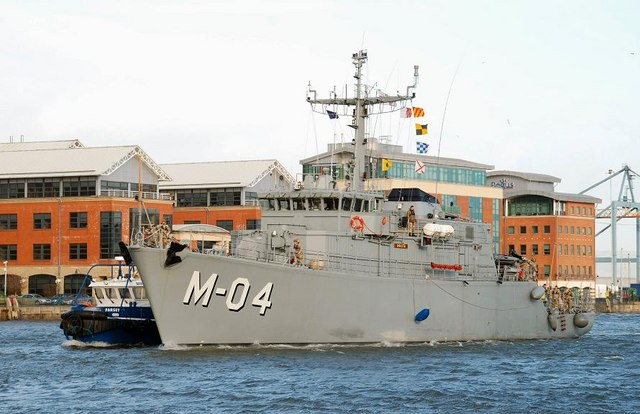
A Lett Haditengerészet M–04 Imanta aknavadász hajója

A Lett Haditengerészetet (lettül: Latvijas Jūras spēki) két hajóraj, a Liepājában állomásozó aknaszedő hajóraj, és a Rigában állomásozó őrhajóraj, valamint kisegítő és logisztikai egységek alkotják. A Lett Haditengerészet parancsnoksága Liepājában található, létszáma 797 fő. Haditengerészeti egységek állomásoznak az ország fontos kikötőjében, Ventspilsben is. A Lett haditengerészet szorosan együttműködik a litván és az észt haditengerészettel, a három balti országok közös haditengerészeti egysége a BALTRON.
A lett haditengerészet állományába kettő parancsnoki-ellátó hajó, illetve kisegítő hajó (A–90 „Varonis” parancsnoki hajó, A–53 “Virsaitis” hidrográfiai hajó), négy Storm típusú, norvég gyártmányú őrhajó (P–01 "Zilens", P–02 "Lode", P–03 Linga", P–04 "Bulta"), három, Németországtól kapott aknaszedő hajó (M–01 "Viesturs", M–02 "Imanta", M–03 "Namejs") és hat kisebb pari őrhajó (KA–01 "Kristaps", KA–03 "Kometa", KA–06 "Gaisma", KA–08 "Saule", KA–09 "Klints", KA–14 "Astra") tartozik.